# Ranchi
Ranchi é a capital do estado de Jarcanda, na Índia. Localiza-se a 647 metros de altitude, no centro do país. Tem cerca de 914 mil habitantes. Foi designada capital do estado de Jarcanda quando este foi criado, em 2000.